# C-12
La C-12 o Eix Occidental, també conegut com a Eix de l'Ebre, ja que des de Flix fins Amposta s'emplaça en paral·lel al riu Ebre, és una carretera que va d'Amposta fins Àger. Forma part de l'eix Occidental dividit en els trams Amposta-Lleida i Lleida-Àger.
La C-12 comença al sud d'Amposta, a l'enllaç amb la N-340. Segueix cap a Tortosa pel centre, Xerta, el pas de l'Ase, Móra la Nova, Ascó, Flix, Maials, enllaça amb l'AP-2 i la LL-12, entra a Lleida i surt per l'avinguda Prat de la Riba per la riba dreta del Segre direcció Balaguer per Corbins i Menàrguens, entra a Balaguer i surt direcció Àger passant per les Avellanes, després puja pel port d'Àger, travessa Àger i continua fins a enllaçar amb la C-13.
Aquest eix es va crear aprofitant carreteres existents i creant trams nous. Els trams des de la LL-12 fins a Llardecans, de Maials a Flix i la circumval·lació d'Amposta són nous, mentre que d'Ascó fins Amposta eren carreteres existents.